# 1982 في إسبانيا
فيما يلي قوائم الأحداث التي وقعت خلال عام 1982 في إسبانيا.

## سياسة

### تعيين في المنصب
- 5 نوفمبر – خافيير سولانا عضو مجلس النواب الإسباني  [لغات أخرى]‏.
- 5 نوفمبر – فرانثيسكو فيرنانديث أوردونييث عضو مجلس النواب الإسباني  [لغات أخرى]‏.
- 5 نوفمبر – فيليبي غونثاليث عضو مجلس النواب الإسباني  [لغات أخرى]‏،رئيس وزراء إسبانيا.
- 8 نوفمبر – مانويل فراغا عضو مجلس النواب الإسباني  [لغات أخرى]‏.
- 10 نوفمبر – خوسيه ماريا أثنار عضو مجلس النواب الإسباني  [لغات أخرى]‏.
- 10 نوفمبر – رودريجو راتو عضو مجلس النواب الإسباني  [لغات أخرى]‏.
- 12 نوفمبر – أدولفو سواريث عضو مجلس النواب الإسباني  [لغات أخرى]‏.
- 12 نوفمبر – سانتياغو كاريو عضو مجلس النواب الإسباني  [لغات أخرى]‏.

### انتهاء فترة المنصب
- 1 يناير – فلورنتينو بيريز مستشار مدريد  [لغات أخرى]‏.
- 31 أغسطس – أدولفو سواريث عضو مجلس النواب الإسباني  [لغات أخرى]‏.
- 31 أغسطس – إنريكي تييرنو عضو مجلس النواب الإسباني  [لغات أخرى]‏.
- 31 أغسطس – خافيير سولانا عضو مجلس النواب الإسباني  [لغات أخرى]‏.
- 31 أغسطس – سانتياغو كاريو عضو مجلس النواب الإسباني  [لغات أخرى]‏،الأمين العام للحزب الشيوعي الإسباني ‏.
- 31 أغسطس – فرانثيسكو فيرنانديث أوردونييث عضو مجلس النواب الإسباني  [لغات أخرى]‏.
- 31 أغسطس – ليوبولدو كالبو صوطيلو عضو مجلس النواب الإسباني  [لغات أخرى]‏،رئيس وزراء إسبانيا.
- 18 نوفمبر – فيليبي غونثاليث عضو مجلس النواب الإسباني  [لغات أخرى]‏.
- 18 نوفمبر – مانويل فراغا عضو مجلس النواب الإسباني  [لغات أخرى]‏.

## رياضة
- 1 يناير – طواف إسبانيا 1982
- 1 يناير – كأس العالم لكرة القدم 1982 الفائز منتخب إيطاليا لكرة القدم.

## أفلام
من الأفلام التي صدرت هذه السنة في إسبانيا:
- 1 يناير – البدء من جديد من إخراج خوسيه لويس غارثي.

## مواليد

### يناير
- 7 يناير – أنطونيو غونزاليس لاعب كرة قدم إسباني.
- 9 يناير – بيدرو لومبارت لاعب كرة سلة إسباني.
- 14 يناير – فيكتور فالديز لاعب كرة قدم إسباني.
- 15 يناير – أنخيل سانشيز مارتن لاعب كرة قدم إسباني.
- 18 يناير – ألفارو ميخيا لاعب كرة قدم إسباني.
- 24 يناير – ايتور هيرنانديز درّاج طريق إسباني.
- 29 يناير – دانيال مونيوز دي لا نافا لاعب كرة مضرب إسباني.
- 29 يناير – روبين غونزاليز روتشا لاعب كرة قدم إسباني.

### فبراير
- 2 فبراير – بيدرو ماريو ألفاريز أبرانتي لاعب كرة قدم إسباني.
- 3 فبراير – دافيد فوستر لاعب كرة قدم إسباني.
- 9 فبراير – دومينغو كيسما غونزاليز لاعب كرة قدم إسباني.
- 20 فبراير – أبيل غوميز مورينو لاعب كرة قدم إسباني.
- 25 فبراير – دافيد غارسيا سانتانا لاعب كرة قدم إسباني.
- 28 فبراير – البرتو لوسادا درّاج طريق إسباني.

### مارس
- 1 مارس – إنريكي كوراليس لاعب كرة قدم إسباني.
- 1 مارس – خوان مانويل أورتيز لاعب كرة قدم إسباني.
- 2 مارس – إكايتش ساييس مُجدّف كانوي إسباني.
- 3 مارس – رافا مارتينيز لاعب كرة سلة إسباني.
- 15 مارس – إميليو غويرا لاعب كرة قدم إسباني.
- 15 مارس – خافيير غويرا لاعب كرة قدم إسباني.
- 16 مارس – خيسوس ديل نيرو درّاج طريق إسباني.
- 22 مارس – دييغو أليغري لاعب كرة قدم إسباني.
- 26 مارس – ميكل أرتيتا لاعب كرة قدم إسباني.
- 30 مارس – خافيير بورتيو لاعب كرة قدم إسباني.

### أبريل
- 1 أبريل – خوان أنطونيو رودريغيز فيلامويلا لاعب كرة قدم إسباني.
- 2 أبريل – جوناثان رويز لاعب كرة قدم إسباني.
- 2 أبريل – دافيد فيرير لاعب كرة مضرب إسباني.
- 6 أبريل – دافيد كوبينيو لاعب كرة قدم إسباني.
- 15 أبريل – ألبيرت رييرا لاعب كرة قدم إسباني.
- 15 أبريل – داميا أبيلا لاعب كرة قدم إسباني.
- 20 أبريل – فرناندو سيلفا لاعب كرة قدم إسباني.
- 27 أبريل – جوردي كودينا لاعب كرة قدم إسباني.

### مايو
- 1 مايو – تومي روبريدو لاعب كرة مضرب إسباني.
- 5 مايو – ماريا تيريسا بورتيلا كاياكيرة إسبانية.
- 6 مايو – فرانسيسكو فينتوسو درّاج طريق إسباني.
- 9 مايو – خافيير كاساس لاعب كرة قدم إسباني.
- 13 مايو – ألبيرت كروسات لاعب كرة قدم إسباني.
- 14 مايو – ألبرت ميراليس لاعب كرة سلة إسباني.
- 22 مايو – مارك بيرتران فيلانوفا لاعب كرة قدم إسباني.
- 25 مايو – أيوزي دياز دياز لاعب كرة قدم إسباني.

### يونيو
- 6 يونيو – جوناثان بيريز لاعب كرة قدم إسباني.
- 12 يونيو – إيفان سيلفا متسابق دراجات نارية إسباني.
- 14 يونيو – أنتوني لويس أدروفر كولوم لاعب كرة قدم إسباني.
- 16 يونيو – ألبرت روكاس لاعب كرة يد إسباني.
- 22 يونيو – أندوني إيراولا لاعب كرة قدم إسباني.
- 25 يونيو – فيرناندو نافارو لاعب كرة قدم إسباني.

### يوليو
- 2 يوليو – دييغو كاسترو لاعب كرة قدم إسباني.
- 5 يوليو – خافيير باريديس لاعب كرة قدم إسباني.
- 13 يوليو – ايون انسوتيغي لاعب كرة قدم إسباني.
- 15 يوليو – آلان بيريز درّاج طريق إسباني.
- 15 يوليو – خيرونيمو فيغويروا كابريرا لاعب كرة قدم إسباني.
- 25 يوليو – دايفيد سانشيز لاعب كرة قدم إسباني.
- 31 يوليو – أنابيل ميدينا غاريغيس لاعبة كرة مضرب إسبانية.
- 31 يوليو – مارك لوبيث لاعب كرة مضرب إسباني.

### أغسطس
- 3 أغسطس – غراثييلا بيسونيرو
- 12 أغسطس – ماريا خوسيه مارتينيز سانشيز لاعبة كرة مضرب إسبانية.
- 21 أغسطس – فرانسيسكو فاييخوبونس لاعب شطرنج إسباني.
- 31 أغسطس – بيبي رينا لاعب كرة قدم إسباني.

### سبتمبر
- 7 سبتمبر – فيليكس كيرو لاعب كرة قدم إسباني.
- 10 سبتمبر – خافي فاراس لاعب كرة قدم إسباني.
- 10 سبتمبر – ديفيد لوبيز مورينو لاعب كرة قدم إسباني.
- 13 سبتمبر – سورايا أرنيلاس مغنية إسبانية.
- 30 سبتمبر – ميغيل ليناريس لاعب كرة قدم إسباني.

### أكتوبر
- 10 أكتوبر – دافيد كال مُجدّف كانوي إسباني.
- 14 أكتوبر – جيلي روبيو لاعب كرة سلة إسباني.
- 24 أكتوبر – روجر فرناس لاعب كرة سلة إسباني.
- 28 أكتوبر – أنخيل رانخيل لاعب كرة قدم إسباني.
- 29 أكتوبر – تايس إنريكيث سبّاحة إيقاعي إسبانية.

### نوفمبر
- 7 نوفمبر – رافائيل باينا غونزاليس لاعب كرة يد إسباني.
- 9 نوفمبر – أرانتشا بارا سانتونجا لاعبة كرة مضرب إسبانية.
- 10 نوفمبر – روث لورينزو مغنية إسبانية.
- 12 نوفمبر – أوسكار غونزاليس لاعب كرة قدم إسباني.
- 20 نوفمبر – إلوي تيرويل درّاج طريق إسباني.
- 28 نوفمبر – خواكين رودريغيز إسبينار لاعب كرة قدم إسباني.
- 29 نوفمبر – ميجيل أنخيل لوبيز جاين لاعب كرة مضرب إسباني.

### ديسمبر
- 3 ديسمبر – دافيد فيا لاعب كرة قدم إسباني.
- 6 ديسمبر – ألبيرتو كونتادور درّاج طريق إسباني.
- 7 ديسمبر – فانيسا أموروس لاعبة كرة يد إسبانية.
- 8 ديسمبر – جولين أجويناجالدي لاعب كرة يد إسباني.
- 18 ديسمبر – دييغو فلوريس لاعب شطرنج أرجنتيني.
- 26 ديسمبر – تيرنس ووديارد لاعب كرة سلة أمريكي.

## وفيات

### فبراير
- 25 فبراير – بيدرو سولي (مواليد 1905) لاعب كرة قدم إسباني.

### يوليو
- 30 يوليو – فرانسيسكو غامبورينا (مواليد 1901) لاعب كرة قدم إسباني.

### سبتمبر
- 7 سبتمبر – خوسيه كابريرو أرنال (مواليد 1909)

### نوفمبر
- 11 نوفمبر – سانتياغو أمات كانسينو (مواليد 1896) متسابق يخت إسباني.